# لئوناردو کوتریس
لئوناردو کوتریس (زاده ۲۳ ژوئیه ۱۹۹۵) یک بازیکن فوتبال اهل یونان است. وی برای باشگاه فوتبال دوسلدورف بازی می‌کند.